# Klaus Hübner
Klaus Hübner, nacido en 1953 en Alemania es un político alemán. 
Estudió Filología alemana, Ciencias de comunicación e Historia en Erlangen y Munich y se doctoró en Filología con una tesis sobre el Werther de Goethe. Ha sido lector del Servicio Alemán de Intercambio Académico DAAD en Bilbao, profesor en la Universidad de Munich y en escuelas de idiomas, ha dirigido cursos para escritores en colaboración con el Goethe-Institut y ha trabajado como lector en una editorial científica y en la revista mensual Fachdienst Germanistik. Además, ha colaborado con enciclopedias de literatura y publicaciones literarias.
Desde 2002 trabaja como periodista y crítico literario. Ha publicado ensayos sobre la literatura de la época de Goethe, la literatura del exilio 1933-1945 (Exilliteratur) y la literatura alemana contemporánea, centrándose en la literatura de la migración. Desde 2004, Klaus Hübner es secretario del premio Adelbert-von-Chamisso de la Fundación Robert Bosch.